# Cliodinâmica
A cliodinâmica é uma área transdisciplinar de investigação que integra evolução cultural, história económica/cliometria, macrossociologia, a modelagem matemática de processos históricos durante a longue durée, e a construção e análise de bases de dados históricas.
A cliodinâmica trata a história como ciência. Os seus praticantes desenvolvem teorias que explicam processos dinâmicos como a ascensão e queda de impérios, os crescimentos e quedas populacionais e a propagação e desaparecimento de religiões. Estas teorias são traduzidas em modelos matemáticos. Por fim, as previsões do modelo são testadas em relação aos dados. Assim, construir e analisar enormes bases de dados de informações históricas e arqueológicas é um dos objetivos mais importantes da cliodinâmica.

## Etimologia
A palavra cliodinâmica é composta de clio- e -dinâmica. Na mitologia grega, Clio é a musa da história. Dinâmica, de forma mais ampla, é o estudo de como e por que os fenómenos mudam com o tempo.
O termo foi originalmente cunhado por Peter Turchin em 2003, e pode ser rastreado até ao trabalho de figuras como ibne Caldune, Alexandre Deulofeu, Jack Goldstone, Sergey Kapitsa, Randall Collins, John Komlos e Andrey Korotayev.

## Modelagem matemática da dinâmica histórica
Muitos processos históricos são dinâmicos, na medida em que mudam com o tempo: populações aumentam e diminuem, economias expandem-se e contraem, os Estados crescem e colapsam, etc. Como tal, os praticantes da cliodinâmica aplicam modelos matemáticos para explicar padrões macro-históricos -coisas como a ascensão de impérios, descontentamento social, guerras civis, e colapso do estado.
A cliodinâmica é a aplicação de uma abordagem de sistemas dinâmicos às ciências sociais em geral e ao estudo da dinâmica histórica em particular. De forma mais ampla, esta abordagem é bastante comum e provou o seu valor em inúmeras aplicações (particularmente nas ciências naturais).
A abordagem de sistemas dinâmicos é assim chamada porque todo o fenómeno é representado como um sistema que consiste em vários elementos (ou subsistemas) que interagem e mudam dinamicamente (ou seja, ao longo do tempo). De forma mais simples, consiste em pegar um fenómeno holístico e dividi-lo em partes separadas que supostamente interagem entre si. Na abordagem de sistemas dinâmicos, define-se explicitamente com fórmulas matemáticas como diferentes subsistemas interagem entre si. Esta descrição matemática é o modelo do sistema, e pode-se usar uma variedade de métodos para estudar a dinâmica prevista pelo modelo, bem como tentar testar o modelo comparando as suas previsões com evidências empíricas e dinâmicas observadas.
Embora o foco geralmente esteja na dinâmica de grandes conglomerados de pessoas, a abordagem da cliodinâmica não impede a inclusão da agência humana nas suas teorias explicativas. Tais questões podem ser exploradas com simulações computacionais baseadas em agentes.

## Bases de dados e fontes de dados
A cliodinâmica baseia-se em grandes conjuntos de evidências para testar teorias concorrentes numa ampla gama de processos históricos. Isto envolve normalmente a construção de enormes quantidades de provas. O surgimento da história digital e de diversas tecnologias de investigação permitiram a construção de enormes bancos de dados nos últimos anos.
Algumas bases de dados proeminentes utilizadas pelos praticantes da cliodinâmica incluem:
- A Seshat: Global History Databank, que coleta sistematicamente contas de última geração da organização política e social de grupos humanos e como as sociedades evoluíram ao longo do tempo para um banco de dados confiável.[8] A Seshat também está afiliada ao Evolution Institute, um grupo de investigação sem fins lucrativos que "usa a ciência evolutiva para resolver problemas do mundo real".
- D-PLACE (Database of Places, Languages, Culture and Environment), que fornece dados sobre mais de 1.400 formações sociais humanas.[9]
- O Atlas da Evolução Cultural, um banco de dados arqueológico criado por Peter N. Peregrine.[10]
- CHIA (Collaborative for Historical Information and Analysis), um empreendimento colaborativo multidisciplinar organizado pela Universidade de Pittsburgh com o objetivo de arquivar informações históricas e vincular dados, bem como instituições académicas / de investigação em todo o mundo.[11]
- Instituto Internacional de História Social, que coleta dados sobre a história social global das relações laborais, trabalhadores e trabalho.[12]
- Arquivos do Área de Relações Humanas (eHRAF)
  - Arqueologia[13]
  - Culturas mundiais[14]
- Clio-Infra, uma base de dados de medidas de desempenho económico e outros aspetos do bem-estar social numa amostra global de sociedades de 1800 a.C. até ao presente.[15]
- O Google Ngram Viewer, um mecanismo de pesquisa online que gráfica frequências de conjuntos de cordas de pesquisa com coma-delimitada usando uma contagem anual de n-gramas como encontrado no maior corpo on-line de conhecimento humano, o corpus do Google Books.

## Investigação

### Áreas de estudo
Em 2016, as principais direções do estudo académico em cliodinâmica eram:
- O modelo coevolucionário de complexidade social e guerra, baseado no arcabouço teórico da seleção cultural multinível[16]
- O estudo das revoluções e rebeliões[17]
- Teoria estrutural-demográfica e ciclos seculares[18]
- As explicações da distribuição global das línguas beneficiaram da descoberta empírica de que a área geográfica em que uma língua é falada está mais intimamente associada à complexidade política dos falantes do que a todas as outras variáveis em análise.[19]
- Modelagem matemática das tendências de longo prazo ("milenar") da análise dos sistemas mundiais[20]
- Modelos estruturais-demográficos das revoluções da Idade Moderna, incluindo as revoluções árabes de 2011.[21]
- A análise de grandes quantidades de conteúdo de jornais históricos,[22] que mostra como estruturas periódicas podem ser descobertas automaticamente em jornais históricos. Uma análise semelhante foi realizada nas redes sociais, revelando novamente estruturas fortemente periódicas.[23]

### Organizações
Existem vários locais estabelecidos de investigação cliodinâmica com revisão por pares:
- Cliodynamics: The Journal of Quantitative History and Cultural Evolution [24] é um jornal cientifico baseado na web (acesso aberto) revisto por pares que publica na área transdisciplinar da cliodinâmica. Ele busca integrar modelos históricos com dados para facilitar o progresso teórico. A primeira edição foi publicada em dezembro de 2010. Cliodynamics é membro do Scopus e do Directory of Open Access Journals (DOAJ).
- O Laboratório de Cliodinâmica da Universidade de Hertfordshire[25] é o primeiro laboratório do mundo dedicado explicitamente à nova área de investigação da cliodinâmica. É dirigido por Pieter François, que fundou o laboratório em 2015.
- O Instituto Santa Fé[26] é um centro de investigação e educação privado, sem fins lucrativos, onde cientistas renomados lidam com problemas complexos e convincentes. O instituto apoia trabalhos em modelagem complexa de redes e sistemas dinâmicos. Uma das áreas de pesquisa do SFI é a cliodinâmica.[27] No passado, o instituto patrocinou uma série de conversas e reuniões sobre história teórica.[28]

## Críticas
Os críticos da cliodinâmica argumentam frequentemente que as formações sociais complexas do passado não podem nem devem ser reduzidas a "pontos de dados" quantificáveis e analisáveis, pois isso ignora as circunstâncias e dinâmicas particulares de cada sociedade histórica. Muitos historiadores e cientistas sociais afirmam que não há fatores causais generalizáveis que possam explicar um grande número de casos, mas que a investigação histórica deve-se concentrar nas trajetórias únicas de cada caso, destacando semelhanças nos resultados onde elas existem. Como Zhao observa, “a maioria dos historiadores acredita que a importância de qualquer mecanismo na história muda e, mais importante, que não existe uma estrutura invariável no tempo que possa organizar todos os mecanismos históricos num sistema”.

## Ficção
Começando na década de 1940, Isaac Asimov inventou o precursor ficcional desta disciplina, no que ele chamou psico-história, como um major dispositivo de enredo na sua série de romances de ficção científica Fundação. Robert Heinlein escreveu um conto de 1952, The Year of the Jackpot, com um dispositivo de enredo semelhante sobre rastrear os ciclos da história e usá-los para prever o futuro.